# Prințul Ferdinand Pius, Duce de Calabria
Prințul Ferdinand Pius (Ferdinando Pio Maria), Duce de Calabria (25 iulie 1869, Roma – 7 ianuarie 1960, Lindau), a fost șeful Casei de Bourbon-Două Sicilii și pretendent la tronul Regatului celor Două Sicilii din 1934 până în 1960.

## Familie
Ferdinand a fost primul copil al Prințului Alfonso, Conte de Caserta și a soției acestuia, Prințesa Antonietta a celor Două Sicilii. Prin mama sa a fost nepot al regelui Ferdinand al II-lea al celor Două Sicilii. A fost fratele mai mare pentru Prințul Carlos de Bourbon-Două Sicilii, Maria Immaculata de Bourbon-Două Sicilii, Prințesa Maria Cristina a celor Două Sicilii și Prințesa Maria di Grazia a celor Două Sicilii. 

## Căsătorie și copii
La 31 mai 1897 Ferdinand s-a căsătorit cu Prințesa Maria Ludwiga Theresia de Bavaria, fiica regelui Ludwig al III-lea al Bavariei. Ei au avut șase copii:  
- Prințesa Maria Antonietta (1898–1957)
- Prințesa Maria Cristina (1899–1985), căsătorită în 1948 cu Manuel Sotomayor-Luna
- Prințul Ruggiero Maria, Duce de Noto (1901–1914)
- Prințesa Barbara Maria Antonietta Luitpolda (1902–1927), căsătorită în 1922 cu contele Franz Xaver zu Stolberg-Wernigerode
- Prințesa Lucia Maria Raniera (1908–2001), căsătorită în 1938 cu Prințul Eugenio, Duce de Ancona
- Prințesa Urraca Maria Isabella Carolina Aldegonda (1913–1999)